# Цветково (Калининский район)
Цветко́во — деревня в Калининском районе Тверской области. Относится к Бурашевскому сельскому поселению. До 2006 года входила в состав Березинского сельского округа.
Расположена в 22 км к югу от Твери, на Тургиновском шоссе, в 12 км от Тверской объездной дороги (автодорога «Москва — Санкт-Петербург»). Ближайшие деревни — Шокорово и Березино.

## История
В Списке населенных мест 1859 года в Тверском уезде значится владельческая деревня Цветково, 16 дворов, 114 жителей. Во второй половине XIX — начале XX века Цветково относится к Березняковскому приходу Щербининской волости Тверского уезда.
В 1930-40-х годах деревня была центром Цветковского сельсовета в составе Калининского района. В сельсовет входили также село Березниково, деревни Шокорово, Бол. Куркино и выселок Губино.
Во время Великой Отечественной войны, в ноябре-декабре 1941 года в районе Цветково проходили ожесточённые бои. Деревня была освобождена войсками 31-й армии Калининского фронта 17 декабря. Братская могила советских воинов, погибших в боях с фашистами (1941—1942 годы).
В 1997 году — 18 хозяйств, 31 житель.